# 出雲八代駅
出雲八代駅（いずもやしろえき）は、島根県仁多郡奥出雲町馬馳（）にある、西日本旅客鉄道（JR西日本）木次線の駅である。愛称は「手摩乳」（てなづち）。

## 歴史
- 1932年（昭和7年）12月18日：鉄道省木次線木次駅 - 出雲三成駅間開通に開設[1]。
- 1971年（昭和46年）10月1日：国鉄職員による乗車券発売停止[2]、手小荷物扱い廃止[3][4]。
- 1987年（昭和62年）4月1日：国鉄分割民営化に伴い、JR西日本の駅となる[1]。

## 駅構造

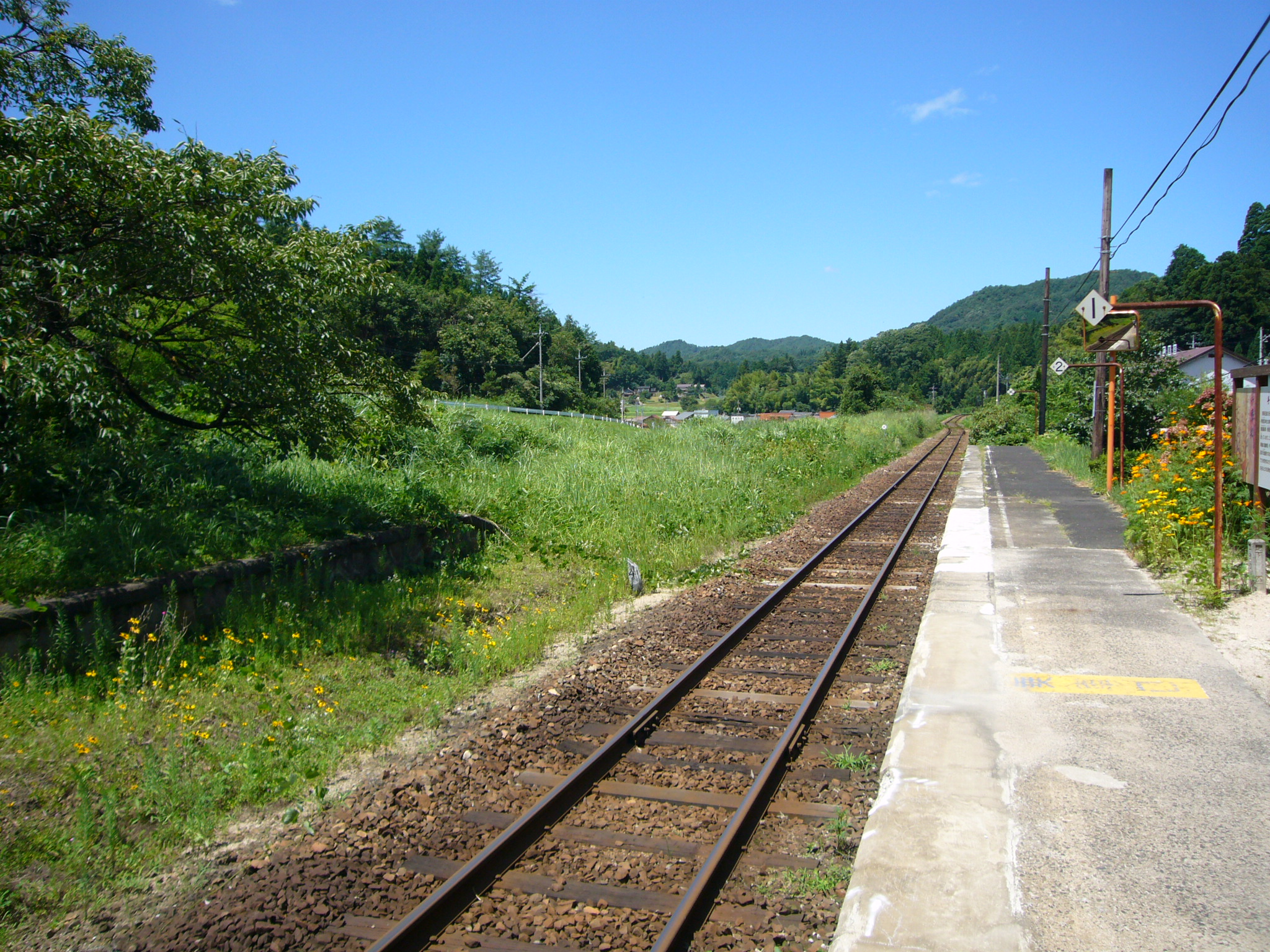
ホーム（2007年8月）

備後落合方面に向かって左側に単式ホーム1面1線を有する地上駅（停留所）。以前は相対式ホーム2面2線であったが、片側の1面1線（2番のりば）は撤去された。木造の駅舎が残っている。
木次鉄道部管理の簡易委託駅。駅舎内の出札窓口で近距離乗車券（常備券）を手売りしている。

## 利用状況
近年の1日平均乗車人員の推移は以下の通り。なお、1994年度は68人、1984年度は104人だった。
| 乗車人員推移 | 乗車人員推移 |
| 年度         | 1日平均人数  |
| ------------ | ------------ |
| 1999         | 55           |
| 2000         | 55           |
| 2001         | 55           |
| 2002         | 63           |
| 2003         | 54           |
| 2004         | 50           |
| 2005         | 36           |
| 2006         | 33           |
| 2007         | 39           |
| 2008         | 40           |
| 2009         | 37           |
| 2010         | 28           |
| 2011         | 29           |
| 2012         | 29           |
| 2013         | 29           |
| 2014         | 23           |
| 2015         | 27           |
| 2016         | 24           |
| 2017         | 19           |
| 2018         | 16           |
| 2019         | 11           |
| 2020         | 15           |
| 2021         | 19           |
| 2022         | 16           |

## 駅周辺
山間部に位置し、駅前側には民家が点在する。駅裏側を島根県道が通る。
- ふせcafe &ブロンプトンステーション（喫茶店）
- 島根県道25号玉湯吾妻山線

## その他
- 映画『砂の器』（1974年）において当駅ホームが亀嵩駅としてロケに使われた（駅舎は八川駅）。

## 隣の駅
西日本旅客鉄道（JR西日本）
 木次線
下久野駅 - 出雲八代駅 - 出雲三成駅

#### 統計資料
1. ↑  “島根県統計書”. しまね統計情報データベース.   島根県政策企画局. 2025年2月5日閲覧。